# Tunel nad Okapem Drugi
Tunel nad Okapem Drugi, Tunel nad Okapem II, Schronisko nad Okapem II – schronisko na wzgórzu Winnica w Tyńcu. Pod względem administracyjnym znajduje się w Dzielnicy VIII Dębniki w Krakowie, pod względem geograficznym na Wzgórzach Tynieckich na Pomoście Krakowskim, w makroregionie Bramy Krakowskiej. Wzgórza te włączone zostały w obszar Bielańsko-Tynieckiego Parku Krajobrazowego.

## Opis obiektu

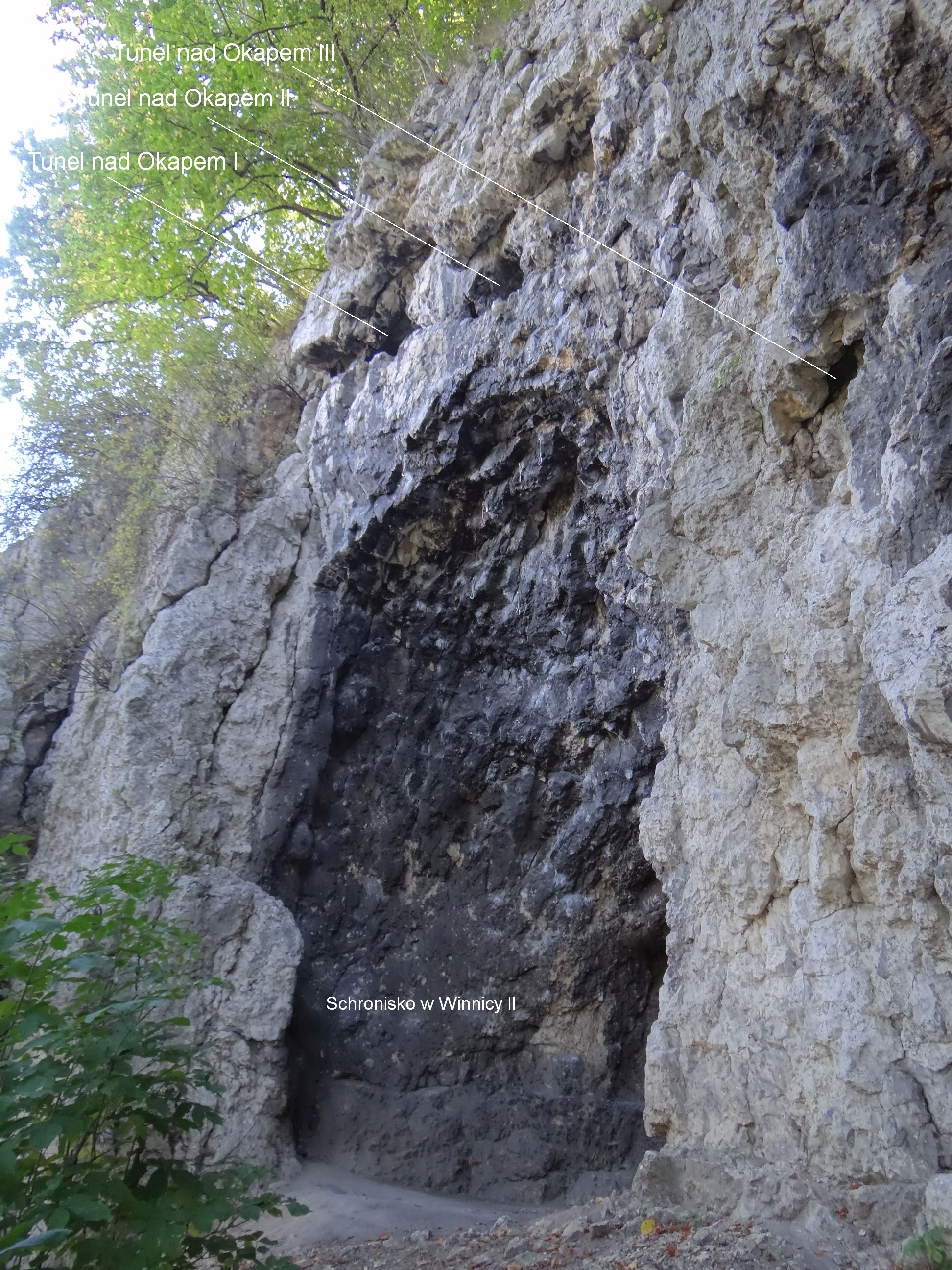
Schronisko w Winnicy Drugie i okap z otworami trzech jaskiń

Schronisko znajduje się w skale Skurwysyn, z tyłu za restauracją „Tarasy Tynieckie”. Z parkingu przy restauracji widoczny jest duży, czarny okap tej skały. Pod okapem znajduje się Schronisko w Winnicy Drugie, a nad okapem trzy trudno zauważalne otwory jaskiń Tunel nad Okapem Pierwszy, Tunel nad Okapem Drugi i Tunel nad Okapem Trzeci. Środkowy otwór to otwór Tunelu Drugiego. Jest najmniejszy. Znajduje się on w pionowej ścianie na wysokości 10 m nad podstawą skały. Dostać się do niego można trudną wspinaczką (VI.3–VI.6 w skali polskiej).
Otwór ma wymiar 0,4 × 0,5 m. Za nim jest prosty, krótki i myty korytarzyk. Jest możliwy do przejścia tylko na długości 3 m, dalej znajduje się niemożliwe do przejścia zwężenie. Za zwężeniem ciągnie się  korytarzyk w kierunku Tunelu nad Okapem Pierwszym.
Schronisko wytworzyło się w wapieniach skalistych z jury późnej. Brak nacieków. Namulisko skąpe, złożone z piasku i skalnego rumoszu. Schronisko jest widne w całości.

## Historia
Schronisko nie było w literaturze wzmiankowane. Po raz pierwszy opisali go M. Pruc i T. Kościelniak w sierpniu 1999 roku. Oni też opracowali jego dokumentację i plan. W 2000 r. w inwentarzu jaskiń Wyżyny Śląsko-Krakowskiej obiekt został wymieniony jako Schronisko nad Okapem II. 